# Cantó de Besançon-Planoise
El cantó de Besançon-Planoise és un cantó francès del departament del Doubs, situat al districte de Besançon. Compta amb part del municipi de Besançon.

## Municipis
- Besançon (part)

## Història
| Data d'elecció                           | Identitat             | Partit | Qualitat |
| ---------------------------------------- | --------------------- | ------ | -------- |
| 1982-1988                                | Anne-Marie Courtot    | PS     |          |
| 1988-2001                                | Jean-Louis Fousseeret | PS     |          |
| 2001-2008                                | Danièle Tétu          | PS     |          |
| 2008-2012                                | Barbara Romagnan      | PS     |          |
| 2012-                                    | Lotfi Saïd            | PS     |          |
| les dades anteriors no són pas conegudes |                       |        |          |
|                                          |                       |        |          |